# 威海衛佔領軍 (日本陸軍)
威海衛占領軍（いかいえいせんりょうぐん）是大日本帝国陸軍的军之一。

## 沿革
随着中日甲午战争（日方称为日清战争）停战条約（下関条約）的签订，为保障对威海衛的占領，于1895年（明治28年）4月編成，1898年（明治31年）5月解散復員。

## 軍概要

### 司令部構成
- 司令官
  - 伊濑知好成 少将：1895年11月29日 - 1896年5月20日
  - 西宽二郎 少将：1896年5月21日 -
  - 盐屋方圀 少将：1896年10月14日 -
  - 三好成行 少将：1897年5月1日 - 1898年5月9日
- 参謀長 冈崎生三 大佐：1895年11月29日 - 1898年5月9日

### 創設時隷下部隊
- 混成第11旅团：伊濑知好成 少将
  - 步兵第13连队：师冈政宣 中佐
  - 步兵第23连队：冈村静彦 大佐
  - 骑兵第6大队第2中队
  - 工兵第6大队第1中队
  - 第6师团第2野战医院

※1896年6月，由混成第2旅团所取代。